# Atom Willard
Pour les articles homonymes, voir Willard.
Adam « Atom » Willard, né le 15 août 1973 à San Diego en Californie, est un batteur américain.
Il a été le batteur de nombreux groupes tels que Alkaline Trio (2000), Rocket From The Crypt (1990-2000), Moth (2002), The Offspring (2003-2007), Social Distortion (2009-2010) ou encore Angels & Airwaves (2005-2011).
Il a également collaboré avec la chanteuse québécoise Melissa Auf Der Maur en jouant sur les morceaux Head Unbound et Would If I Could en 2004.
En 2011, il rejoint le groupe canadien Danko Jones et joue sur leur dernier album Rock And Roll Is Black And Blue sorti en 2012. À l'été 2013, nouveau changement de cap, puisqu'il intègre Against Me! en tant que batteur.